# Ammothea allopodes
Ammothea allopodes är en havsspindelart som beskrevs av Fry, W.G. och J.W Hedgpeth 1969. Ammothea allopodes ingår i släktet Ammothea och familjen Ammotheidae. Inga underarter finns listade i Catalogue of Life.